# Kuja (tributario del Mar Bianco)
La Kuja (in russo Куя?) è un fiume della Russia europea settentrionale, tributario del Mar Bianco. Scorre nel rajon Primorskij dell'oblast' di Arcangelo. 
Il fiume proviene dal piccolo lago Okunëvo e scorre principalmente in direzione nord-ovest nella parte occidentale dell'altopiano del Mar Bianco e del Kuloj; nella parte inferiore scorre verso sud-ovest. Sfocia nella baia della Dvina sulla costa Zimnij 1,7 miglia a sud-est di capo Kujskij.  La lunghezza del fiume è di 108 km, l'area del bacino è di 538 km². Alla foce del fiume si trova il villaggio di Kuja.
Il fiume scorre attraverso il territorio della riserva naturale «Primorskij», luogo di deposizione delle uova dei salmoni.